# ダニエル・ルビヤール
ダニエル・ルビヤール（Daniel Rebillard、1948年12月20日 - ）は、フランス、トゥルナナン＝ブリ出身の元自転車競技選手。

## 来歴
1968年
- メキシコシティオリンピック
  -  個人追い抜き 優勝

1969年
- トラックレース世界選手権
  - 個人追い抜き 3位
  - 団体追い抜き 3位
- 世界選手権終了後、プロ転向。

1973年
- フランス選手権 個人追い抜き 優勝

1974年、引退。